# Pelourinho de Trancoso (Trancoso)
O Pelourinho de Trancoso é um pelourinho situado na freguesia de Trancoso (São Pedro e Santa Maria) e Souto Maior, município de Trancoso, distrito da Guarda, Portugal.
Construído em 1510 após a concessão por D. Manuel I de novo foral, foi classificado como Monumento Nacional em 1910.